# Вогак, Константин Ипполитович
Константин Ипполитович Вогак (1859, Калужская губерния, Российская империя — 1923, Стокгольм) — русский генерал от кавалерии, генерал-майор Свиты Его Императорского Величества, командир 1-го корпуса государственного ополчения в Первую мировую войну, сотрудник российской военной разведки.

## Биография
Родился в семье офицера Русского императорского флота, в последующем, градоначальника Таганрога, контр-адмирала Ипполита Константиновича Вогака и представительницы шведского баронского рода Марии Самойловны Вогак (урожденной Хедвиг Иоганны Марии фон Тройль; 13.02.1836—02.05.1865, похороненой на Смоленском евангелическом кладбище в Санкт-Петербурге) из финского Турку. В семье воспитывался с сестрой Евгенией и братом Андреем.
Окончил Второй кадетский корпус, Николаевское кавалерийское училище и в 1884 году Николаевскую академию Генштаба.

Генерал К. И. Вогак, 1900 год (журнал «Огонёк»).

Военную службу начал в 1878 году корнетом Лейб-гвардии Уланского её Величества полка.
C 5 сентября 1887 года по 23 сентября 1888 года командовал эскадроном в 9-м драгунском Елисаветградском полку. С осени 1888 года по октябрь 1889 года — штаб-офицер для поручений при штабе 2-го армейского корпуса.
С 1889 по 1892 годы — делопроизводитель канцелярии Военно-учёного комитета Главного штаба, работал по вопросам, связанным с разведывательной деятельностью на Дальнем Востоке.
В 1892 году Вогак назначается военным агентом в Китае и Японии. Военный агент России в Китае в 1896—1903 годах, в Великобритании — в 1905 году.
22 апреля 1907 года был произведён в генерал-лейтенанты.
30 января 1910 года вышел в отставку с чином генерала от кавалерии.
С начала Первой мировой войны вновь поступил на службу и 11 октября 1914 года назначен командиром 1-го корпуса государственного ополчения со штаб-квартирой в Москве. В ночь с 1 марта 1917 года К. И. Вогаку приказом командующего войсками Московского округа передана вся гражданская власть в городе. 9 августа 1917 года освобождён от должности командира корпуса.
27 ноября 1917 года уволен в отставку. Эмигрировал в Швецию.
Скончался 10 августа 1923 года в Стокгольме.

## Награды
- Орден Святого Владимира 4-й степени (1895);
- Орден Святого Станислава 2-й степени (1898);
- Орден Святого Владимира 3-й степени с мечами (1902);
- Орден Святого Станислава 1-й степени (1906);
- Орден Святой Анны 1-й степени (1915);
- Высочайшее благоволение (1905).

Иностранная награда:
- Орден Священного сокровища 3-й степени (Япония, 1895 год).